# ژان-پیر شاربول
ژان-پیر شاربول (به فرانسوی: Jean-Pierre Chabrol) نویسنده قرن بیستم میلادی اهل فرانسه بود.